# 安托諾夫An-12
安东諾夫安-12（烏克蘭語：Антонов Ан-12），北约代号幼狐（CUB），是前苏联安东诺夫设计局研制的一种军用四發動機涡桨运输机，由安-10民用机发展而来。該機在1973年停產，30年以來生產了1248架，20世紀中期時，於前蘇聯與社會主義國家間廣泛採用，之後並售往第三世界國家。

## 设计发展
安-12原型机于1957年3月首飞。定型生产超过900架，军用民用均有涉及，1973年停产。安-12BP于1959年进入苏军服役。其规格、尺寸、性能与同时期的美国C-130大力神运输机非常相似，被视为其对应版本。

### 中国逆向工程版本
1966年7月，中国空军派出空地勤20人（飞行员3人、空中机械师2人、空中领航员和空中通信员各1人、地勤5人、翻译8人）赴苏联布良斯克斜夏机场改装购买的三架An-12运输机，1966年12月31日驾机转场飞回郑州机场。并计划在国内设置生产线。但随后中苏关系急剧恶化，苏联撤回技术授權，生产计划未能成行。An-12後來在蘇聯也不能購買整機的狀況下，中方決定自行研製，開始製造飛機。1975年，中国在其基础上仿制的运输机首飞成功，改变了这一状况。直到1981年，中国已经完全具备独立制造仿製版安-12的能力，并已经以“运八”为投产的运输机命名，此時蘇聯开始也不再生產和沿用An-12，此后俄國和烏克蘭就退役了他們的An-12機隊，即使如此，运八仍繼續的发展，并逐渐跳出An-12的框架，发展出独立的衍生型号和改进型号。

## 衍生型号

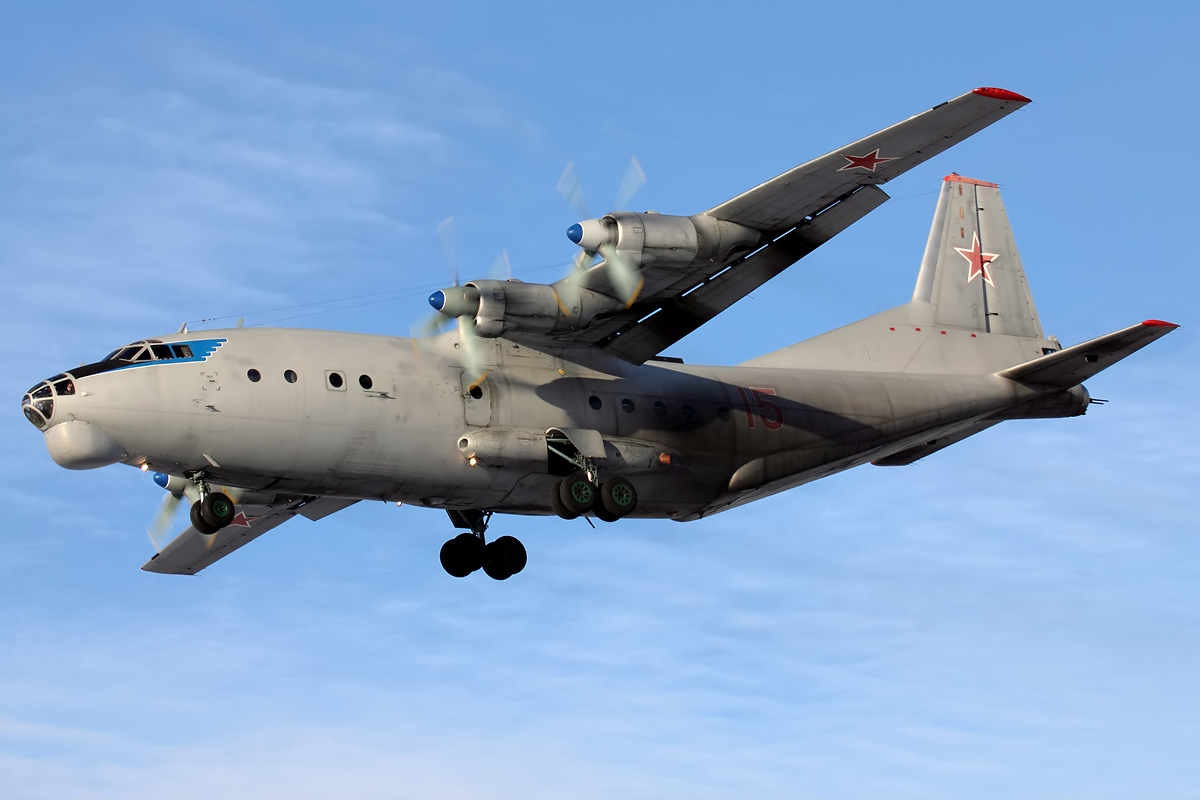
An-12BK

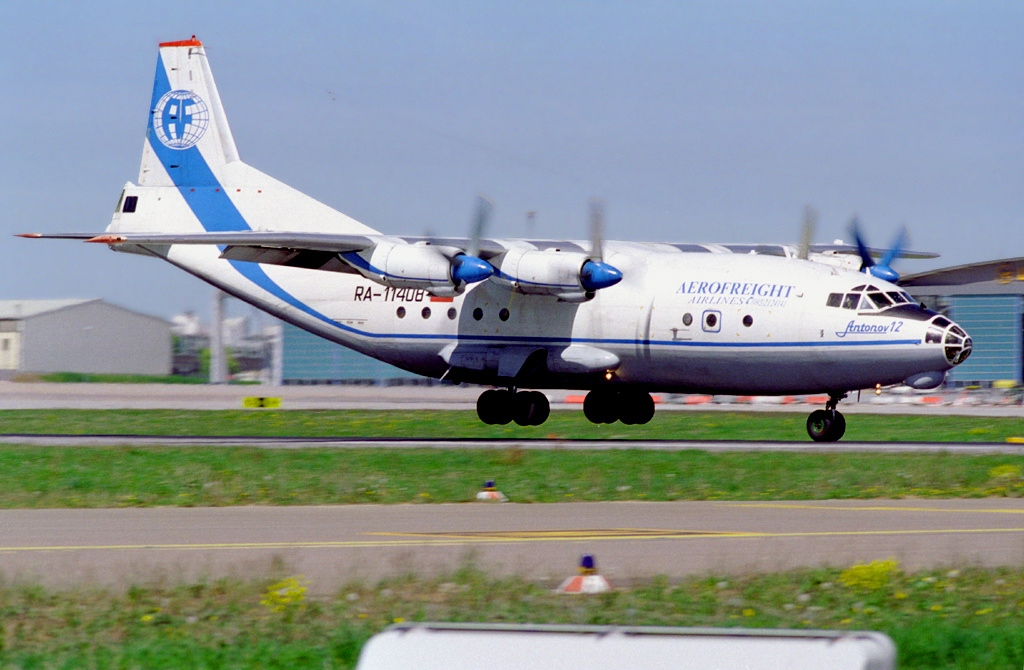
An-12B

- 安-12B
- 安-12BP
- 安-12 Cub-A
- 安-12 Cub-B
- 安-12 Cub-C

## 参数性能（An-12BP）
参考资料：Global Aircraft，Airliners.net
基本信息
- 机组：5名（2名飞行员，1名机师，1名领航员，1名无线电操作员）
- 容量：90人

性能
武器

- 機槍：某些机型尾部炮台有2台23毫米（0.906英寸）NR-23／AM-23（AN-12B）航空机关炮

## 使用国家和地区

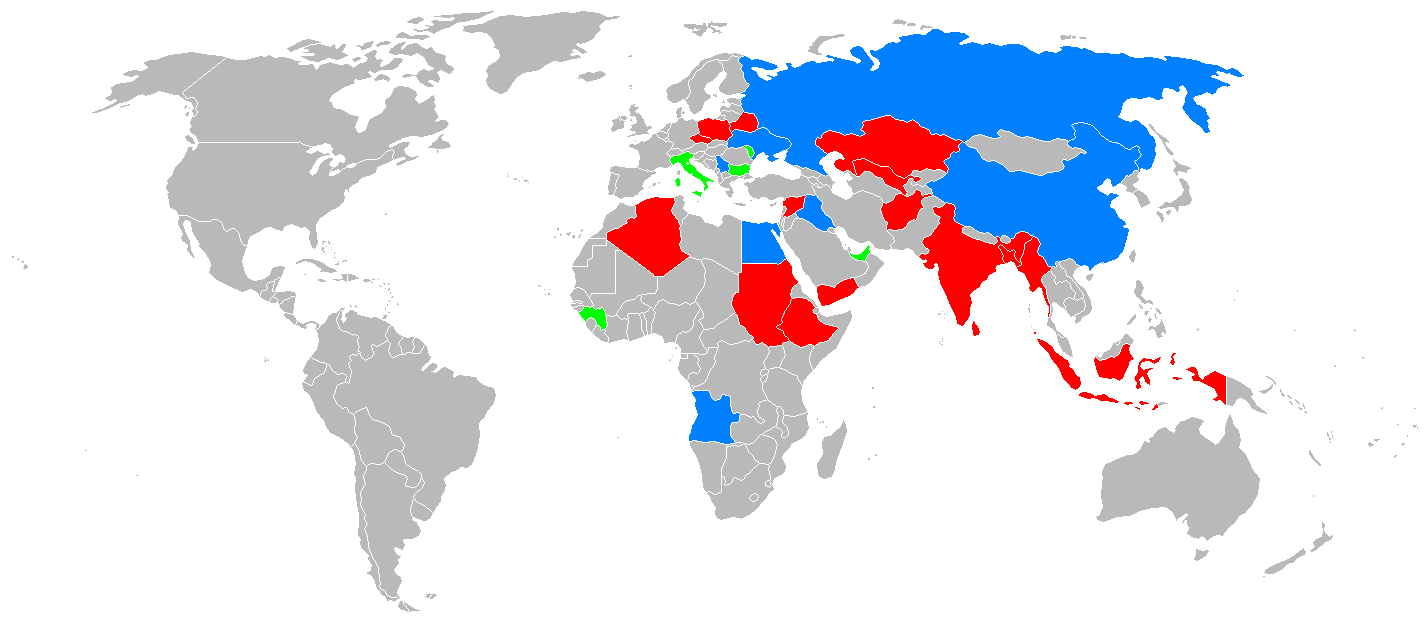
安-12 使用地域（红色为军用，绿色为民用，蓝色为军民皆有）

安-12是种使用非常广泛的运输机，尤以前苏联成员国/独联体国家、非洲和印度次大陆和前社会主义阵营最为明显。

### 民用
截至2006年8月，共有179架安-12在航空公司服务：几内亚航空4架、Alada5架、British Gulf International Airlines公司7架、Avial NV公司4架、Heli Air Service公司4架、Scorpion航空公司4架、Tiramavia公司4架、Aerovis航空公司5架、Veteran航空公司4架、KNAAPO公司5架、Vega航空公司6架、ATRAN Cargo航空公司4架以及乌克兰Volare航空公司的6架。其他77架各种型号的安12零星的散落在各地。

### 军用
| | |
| 阿富汗 - 1981-2001年间，阿富汗空军有12架。 阿尔及利亚 - 阿爾及利亞空軍 安哥拉 - 1973-1980年代服役于孟加拉空军，現時已经全部退役。 白俄羅斯 - 白俄罗斯空军 中国 - 中国人民解放军空军 - 中国人民解放军海军航空兵 捷克 - 捷克空军 捷克斯洛伐克 - 捷克斯洛伐克空军 : 捷克斯洛伐克空军在国家解体后分属捷克和斯洛伐克两国。捷克空军的安-12s在1990年代悉数退役。 埃及 - 埃及空军 衣索比亞 - 衣索比亞空軍 印度 印度尼西亞 - 印度尼西亚空军 伊拉克 - 伊拉克空军 | 伊朗 緬甸 - 緬甸空軍 波蘭 - 波兰空军服役的两架安-12B分别于1977坠毁，1995年退役。 俄羅斯 - 俄罗斯空军 - 俄罗斯海军航空兵 苏联 - 前苏联服役的安-12在解体后散落在各个加盟国中。 - 前苏联空军 - 前苏联海军航空兵 苏丹 - 苏丹空军 叙利亚 - 叙利亚空军 乌克兰 - 乌克兰空军 - 乌克兰海军航空兵 葉門 - 也门空军 南斯拉夫 - 前南斯拉夫社会主义联邦共和国空军。 |

## 流行文化
- （Lord of War，2005年美國電影）：尼古拉斯·凯奇饰演的主角於劇中前往非洲盜卖军火时，搭乘的便是安-12。[5]